# Marlies Oostdam
Marlies Oostdam (Haarlem, 29 de julho de 1977) é uma futebolista profissional neozelandesa de origem neerlandesa, que atua como defensora.

## Carreira
Marlies Oostdam fez parte do elenco da Seleção Neozelandesa de Futebol Feminino, nas Olimpíadas de 2008. 